# Archidiocèse de Madang
L'archidiocèse de Madang (en latin : Archidioecesis Madangana) est une circonscription ecclésiastique de l'Église catholique en Papouasie-Nouvelle-Guinée. Il est situé à Madang.
Il comprend également quatre diocèses suffragants :
- Diocèse d'Aitape (de)
- Diocèse de Lae (de)
- Diocèse de Vanimo (de)
- Diocèse de Wewak (de)

## Histoire
La préfecture apostolique de la Terre de l'Empereur-Guillaume a été érigée le 24 février 1896, en obtenant son territoire du vicariat apostolique de la Nouvelle-Poméranie (désormais archidiocèse de Rabaul).

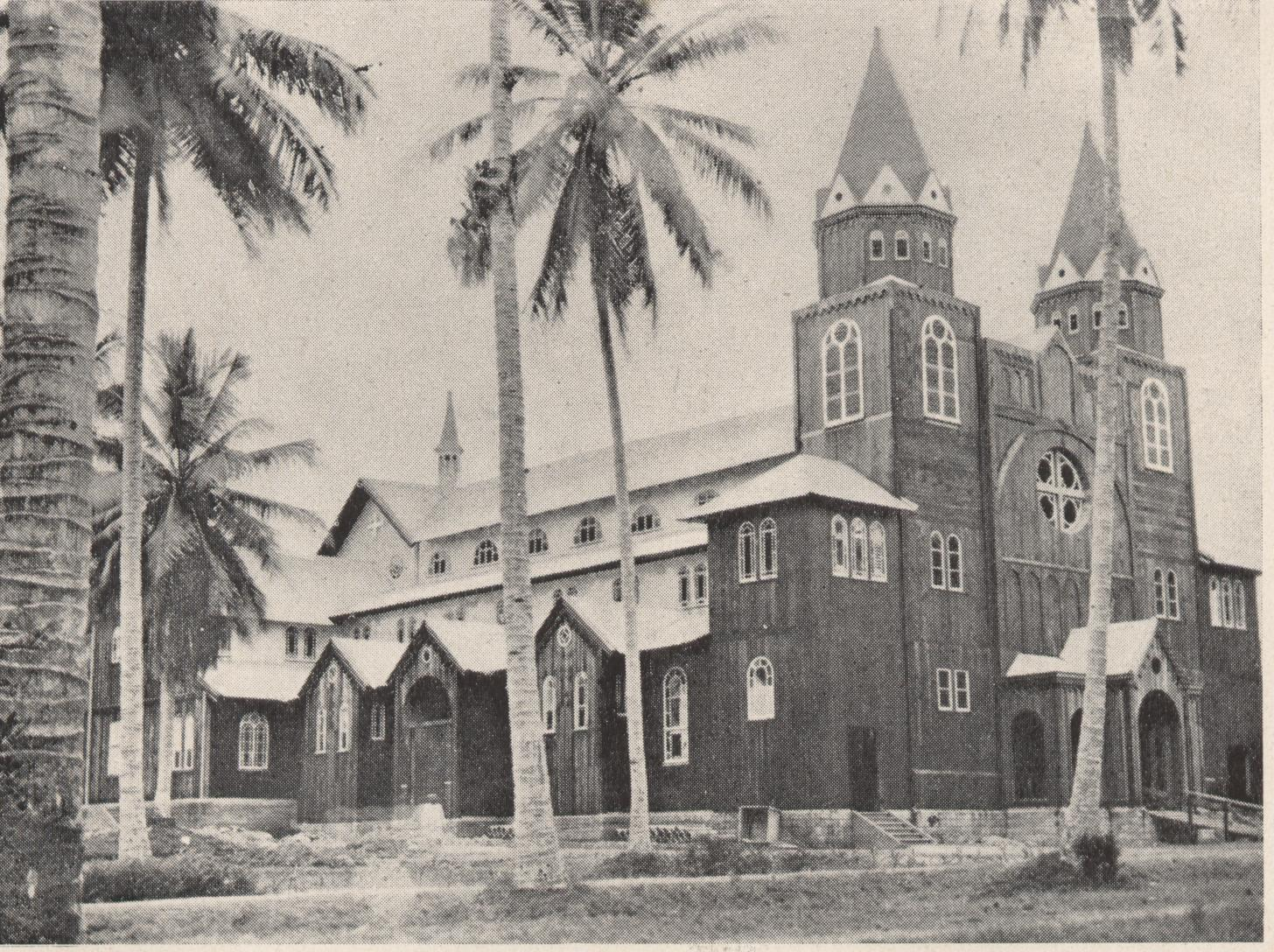
L'ancienne cathédrale Saint-Michel à Alexishafen.

Le 25 juillet 1913, en vertu du décret Gulielmi Terra de la Congrégation pour l'évangélisation des peuples, elle cède une partie de son territoire pour la création de la préfecture apostolique de la Terre de l'Empereur-Guillaume occidentale (devenue diocèse de Wewak) et prend en conséquence le nom de préfecture apostolique de la Terre de l'Empereur-Guillaume orientale.
Le 23 novembre 1922, en vertu de la bulle Incumbentis Nobis du pape Pie XI, elle est érigée en vicariat apostolique avec pour nom celui de la Nouvelle-Guinée orientale, qui devint vicariat apostolique d'Alexishafen le 15 mai 1952 par décret Cum per decretum de la Propaganda Fide.